# Green Book (película)
Green Book (titulada Green Book: una amistad sin fronteras en Hispanoamérica y Green Book en España) es una película estadounidense de comedia dramática de 2018 acerca del viaje real al Viejo Sur estadounidense que realizó en la década de 1960 el pianista afroestadounidense de jazz y música clásica Don Shirley (Mahershala Ali) junto a Tony Vallelonga (Viggo Mortensen), conocido como Tony Lip, el actor italoestadounidense que le sirvió como conductor y guardaespaldas. Dirigida por Peter Farrelly, el guion fue escrito por el hijo de Vallelonga, Nick Vallelonga, así como por Farrelly y Brian Hayes Currie. La película consigue su título de The Negro Motorist Green Book, una guía turística para viajeros afroestadounidenses, escrita por Víctor Hugo Green.
Green Book tuvo su estreno mundial en el Festival Internacional de Cine de Toronto en septiembre de 2018, en la que ganó el People's Choice Award. Fue estrenada en Estados Unidos el 16 de noviembre de 2018, a través de Universal Pictures.
La película obtuvo tres Globos de Oro, incluido el de mejor película de comedia o musical, y tres premios Óscar, incluido el de mejor película.

## Sinopsis
Un pianista afroamericano contrata a un rudo italoestadounidense para que sea su chófer y guardaespaldas durante una gira por el sur de Estados Unidos en el otoño de 1962, un viaje que los adentra en un territorio y una época subyugados al racismo.
El chofer italiano cuya conducta es solucionar todo por la brutalidad y los golpes,  toma el empleo por razones económicas y en el transcurso redefine su postura y va moldeando su carácter por la razón y los buenos sentimientos de parte del músico.

## Reparto
- Viggo Mortensen como Frank "Tony Lip" Vallelonga.
- Mahershala Ali como Don Shirley.
- Linda Cardellini como Dolores Vallelonga.
- Dimiter Marinov como Oleg.
- Mike Hatton como George.
- Iqbal Theba como Amit.
- Sebastian Maniscalco como Johnny Venere.
- P. J. Byrne como Productor.
- Montrel Miller como Mesero del Hotel Birmingham.
- Dennis W. Hall como "Wise Guy" Mags.
- Randal González como Gorman.
- Maggie Nixon como Mujer del guardarropas de Copacabana.

## Producción
Viggo Mortensen comenzó las negociaciones para participar en la película en mayo de 2017, y ganó entre 40 y 50 libras (18 a 22 kilogramos) para el papel. Peter Farrelly fue seleccionado como director a partir de un guion escrito por Nick Vallelonga (hijo de "Tony Lip"), Brian Hayes Currie y él mismo.
El 30 de noviembre de 2017, el elenco se estableció, con Mortensen, Mahershala Ali, Linda Cardellini y Iqbal Theba confirmados y la producción dio comienzo esa misma semana en Nueva Orleans. Sebastian Maniscalco fue anunciado como parte del reparto en enero de 2018.

## Estreno
Green Book tuvo un estreno limitado en Estados Unidos en veinte ciudades el 16 de noviembre de 2018 antes de su estreno general el 21 de noviembre. Anteriormente se había programado que la cinta fuera estrenada el 21 de noviembre, sin proyecciones previas.
La película tuvo su preestreno mundial en el Festival Internacional de Cine de Toronto, el 11 de septiembre de 2018. También se proyectó en el Festival de Cine de Nueva Orleans el 17 de octubre de 2018 y en el AFI Fest el 9 de noviembre del mismo año, y fue la película revelación en el Festival de Cine de Londres.

## Recepción

### Crítica
Green Book ha recibido reseñas positivas de parte de la crítica y de la audiencia. En el sitio web especializado Rotten Tomatoes, la película posee una aprobación de 77%, basada en 363 reseñas, con una calificación de 7.2/10 y con un consenso crítico que dice: "Green Book lleva al público a un viaje sorprendentemente suave a través de un tema potencialmente accidentado, impulsado por el toque hábil de Peter Farrelly y un par de protagonistas bien emparejados". De parte de la audiencia tiene una aprobación de 91%, basada en más de 10 000 votos, con una calificación de 4.3/5.
El sitio web Metacritic le ha dado a la película una puntuación de 69 de 100, basada en 52 reseñas, indicando "reseñas generalmente favorables". Las audiencias encuestadas por CinemaScore le han dado a la película una "A+" en una escala de A+ a F, mientras que en el sitio IMDb los usuarios le han dado una calificación de 8.2/10, sobre la base de 489 073 votos. En la página web FilmAffinity la cinta tiene una calificación de 7.6/10, basada en 48 993 votos.

### Premios y nominaciones
| Premios                               | Fecha                 | Categoría                          | Receptores                                                                          | Resultado | Ref.          |
| ------------------------------------- | --------------------- | ---------------------------------- | ----------------------------------------------------------------------------------- | --------- | ------------- |
| Premios AACTA                         | 4 de enero de 2019    | Mejor actor                        | Viggo Mortensen                                                                     | Nominado  | [ 19 ]        |
| Premios AACTA                         | 4 de enero de 2019    | Mejor actor de reparto             | Mahershala Ali                                                                      | Ganador   | [ 19 ]        |
| Premios Óscar                         | 24 de febrero de 2019 | Mejor película                     | Jim Burke, Charles B. Wessler, Brian Hayes Currie, Peter Farrelly y Nick Vallelonga | Ganador   | [ 20 ] [ 21 ] |
| Premios Óscar                         | 24 de febrero de 2019 | Mejor actor                        | Viggo Mortensen                                                                     | Nominado  | [ 20 ] [ 21 ] |
| Premios Óscar                         | 24 de febrero de 2019 | Mejor actor de reparto             | Mahershala Ali                                                                      | Ganador   | [ 20 ] [ 21 ] |
| Premios Óscar                         | 24 de febrero de 2019 | Mejor guion original               | Nick Vallelonga, Brian Currie y Peter Farrelly                                      | Ganadores | [ 20 ] [ 21 ] |
| Premios Óscar                         | 24 de febrero de 2019 | Mejor montaje                      | Patrick J. Don Vito                                                                 | Nominado  | [ 20 ] [ 21 ] |
| Premios BAFTA                         | 10 de febrero de 2019 | Mejor película                     | Jim Burke, Charles B. Wessler, Brian Currie, Peter Farrelly and Nick Vallelonga     | Nominados | [ 22 ] [ 23 ] |
| Premios BAFTA                         | 10 de febrero de 2019 | Mejor actor                        | Viggo Mortensen                                                                     | Nominado  | [ 22 ] [ 23 ] |
| Premios BAFTA                         | 10 de febrero de 2019 | Mejor actor de reparto             | Mahershala Ali                                                                      | Ganador   | [ 22 ] [ 23 ] |
| Premios BAFTA                         | 10 de febrero de 2019 | Mejor guion original               | Nick Vallelonga, Brian Hayes Currie, Peter Farrelly                                 | Nominados | [ 22 ] [ 23 ] |
| Premios de la Crítica Cinematográfica | 13 de enero de 2019   | Mejor película                     | Green Book                                                                          | Nominado  | [ 24 ]        |
| Premios de la Crítica Cinematográfica | 13 de enero de 2019   | Mejor director                     | Peter Farrelly                                                                      | Nominado  | [ 24 ]        |
| Premios de la Crítica Cinematográfica | 13 de enero de 2019   | Mejor actor                        | Viggo Mortensen                                                                     | Nominado  | [ 24 ]        |
| Premios de la Crítica Cinematográfica | 13 de enero de 2019   | Mejor actor de reparto             | Mahershala Ali                                                                      | Ganador   | [ 24 ]        |
| Premios de la Crítica Cinematográfica | 13 de enero de 2019   | Mejor guion                        | Nickk Vallelonga, Brian Hayes Currie, Peter Farrelly                                | Nominados | [ 24 ]        |
| Premios de la Crítica Cinematográfica | 13 de enero de 2019   | Mejor actor de comedia             | Viggo Mortensen                                                                     | Nominado  | [ 24 ]        |
| Premios de la Crítica Cinematográfica | 13 de enero de 2019   | Mejor compositor de banda sonora   | Kris Bowers                                                                         | Nominado  | [ 24 ]        |
| Premios del Sindicato de Directores   | 2 de febrero de 2019  | Mejor dirección                    | Peter Farrelly                                                                      | Nominado  | [ 25 ]        |
| Premios Globo de Oro                  | 6 de enero de 2019    | Mejor película - Comedia o musical | Green Book                                                                          | Ganador   | [ 26 ]        |
| Premios Globo de Oro                  | 6 de enero de 2019    | Mejor director                     | Peter Farrelly                                                                      | Nominado  | [ 26 ]        |
| Premios Globo de Oro                  | 6 de enero de 2019    | Mejor actor - Comedia o musical    | Viggo Mortensen                                                                     | Nominado  | [ 26 ]        |
| Premios Globo de Oro                  | 6 de enero de 2019    | Mejor actor de reparto             | Mahershala Ali                                                                      | Ganador   | [ 26 ]        |
| Premios Globo de Oro                  | 6 de enero de 2019    | Mejor guion                        | Nick Vallelonga, Brian Hayes Currie, Peter Farrelly                                 | Ganadores | [ 26 ]        |
| Premios Golden Raspberry              | 23 de febrero de 2019 | The Razzie Redeemer Award          | Peter Farrelly                                                                      | Nominado  | [ 27 ]        |
| Premios Satellite                     | 17 de febrero de 2019 | Mejor película - Comedia o musical | Green Book                                                                          | Nominado  | [ 28 ]        |
| Premios Satellite                     | 17 de febrero de 2019 | Mejor director                     | Peter Farrelly                                                                      | Nominado  | [ 28 ]        |
| Premios Satellite                     | 17 de febrero de 2019 | Mejor actor - Musical o Comedia    | Viggo Mortensen                                                                     | Nominado  | [ 28 ]        |
| Premios Satellite                     | 17 de febrero de 2019 | Mejor actor de reparto             | Mahershala Ali                                                                      | Nominado  | [ 28 ]        |
| Premios Satellite                     | 17 de febrero de 2019 | Mejor guion original               | Nick Vallelonga, Brian Hayes Currie, Peter Farrelly                                 | Nominados | [ 28 ]        |
| Premios del Sindicato de Actores      | 27 de enero de 2019   | Mejor actor                        | Viggo Mortensen                                                                     | Nominado  | [ 29 ]        |
| Premios del Sindicato de Actores      | 27 de enero de 2019   | Mejor actor de reparto             | Mahershala Ali                                                                      | Ganador   | [ 29 ]        |
| Premios WGA                           | 17 de febrero de 2019 | Mejor guion original               | Nick Vallelonga, Brian Hayes Currie, Peter Farrelly                                 | Nominados | [ 30 ]        |